# Yes! Pretty Cure 5
Yes! Pretty Cure 5 (Yes! プリキュア5 Iesu! PuriKyua Faibu?) es la cuarta temporada del anime Pretty Cure de Toei Animation. Tiene una secuela, Yes! Pretty Cure 5 Go Go! El "5" en el título hace referencia al hecho de que este equipo PreCure tiene cinco miembros, no dos como anteriormente. Fue el primer Pretty Cure en emitirse en formato panorámico (16:9).
La serie ha hecho uso de las mariposas como tema principal, también en la medida en que las chicas se transforman con la frase "PreCure Metamorphose"; que remite al tema de la mariposa. En Go Go!, Sin embargo, las rosas se utilizan como tema principal también. Ambas series no parecen tener lugar en una ciudad japonesa moderna, y hacen referencia a muchas palabras y frases en francés. En Go Go!, se une a ellas Milky Rose.
En japonés, el opening es Precure 5 Smile Go Go! por Mayu Kudo.

## Historia
Nozomi Yumehara va camino de la parada del autobús cuando de repente ve una mariposa. Decide seguirla y entonces se tropieza con un chico. Se disculpa y se va corriendo. Más tarde, en el colegio, se vuelve a encontrar con ese chico, que se transforma en su verdadera forma. Éste dice llamarse Coco y le cuenta que para salvar su mundo, la Tierra de las Fuentes de los Nightmares, necesita el poder de 5 PreCure para encontrar a los 55 Pinkies y completar el Dream Collet, en el que está encerrado su amigo Natts y sólo saldrá cuando se descubran a las 5 PreCure.

## Personajes

### PreCure y aliados
Nozomi Yumehara (夢原 のぞみ Yumehara Nozomi?) / Cure Dream (キュアドリーム Kyua Dorīmu?)
Seiyū: Yūko Sanpei
Ella tiene 14 años y asistie a segundo de secundaria en L'École des Cinq Lumiere. Curiosa, suave y torpe, pero fuerte y decidida, su padre es un escritor y su madre tiene un salón de belleza. Es la mejor amiga de Rin y está enamorada de Coco, a lo largo de la serie ella crece. No sabe qué hacer en la vida, pero luego decide convertirse en profesora. A pesar de ser mala en los estudios, el deporte y la gastronomía, es siempre optimista. Ella es la primera PreCure, la líder del grupo, se convierte Cure Dream. Su color de tema es el rosa.
Rin Natsuki (夏木 りん Natsuki Rin?) / Cure Rouge (キュアルージュ Kyua Rūju?)
Seiyū: Junko Takeuchi
Ella tiene 14 años y asiste a segundo de secundaria en L'École des Cinq Lumière. Sus padres tienen una tienda de flores y tiene unos gemelos de hermano y hermana. Nozomi es su mejor amiga desde la guardería, y esta amistad le llevó a aceptar sus poderes. Leal y alegre, tenaz y decidida, ella es buena en todos los deportes y juega al fútbol. Ella puede cuidar a sus amigos.Es muy popular entre los chicos, sabe cocinar y le dan miedo los fantasmas. Nozomi siempre la saca de problemas. Es sincera y pesimista, y a veces contrasta con el carácter alegre y optimista de Nozomi. Es muy buena en la creación de accesorios, diseñadora de joyas. No está de acuerdo con Karen, pero luego descubre que tiene mucho en común con ella, y le encanta la naranja. Es la segunda PreCure y se convierte en Cure Rouge. Su color de tema es el rojo.
Urara Kasugano (春日野 うらら Kasugano Urara?) / Cure Lemonade (キュアレモネード Kyua Remonēdo?)
Seiyū: Mariya Ise
Ella tiene 13 años y asiste a primero de secundaria en L'École des Cinq Lumière. Es una ídolo y se acaba de mudar, esconde sus sentimientos detrás de una sonrisa falsa y es capaz de ser ella misma a solas con su único amigo. Tímida, dulce y madura, aunque a veces un poco ingenua, quiere convertirse en una actriz para traer felicidad, paz y amor. Empieza a realizar pequeños papeles en el cine y participar en varios programas de televisión, se convierte también cantante, y en el curso de su carrera, lanzaron dos singles. A ella le gusta comer, pero no tanto como Nozomi, el curry le gusta. Su madre murió cuando ella era joven y su padre es francés. Ella es la tercera PreCure, se convierte en Cure Lemonade. Su color de tema es el amarillo.
Komachi Akimoto (秋元 こまち Akimoto Komachi?) / Cure Mint (キュアミント Kyua Minto?)
Seiyū: Ai Nagano
Ella tiene 15 años y asiste a tercero de secundaria en L'École des Cinq Lumière. Sus padres tienen una tienda de dulces y tiene una hermana mayor, Madoka. Educada, curiosa, tímida y amable, le gusta leer y escribir libros, porque su sueño es convertirse en una escritora. Experta y amante de la leyenda y el misterio, es una voluntaria en la biblioteca y, a menudo se pasa el tiempo escribiendo historias. Cuando se enfada se convierte en una furia, como Karen es muy popular entre los estudiantes más jóvenes. Ella está enamorada Natts. Es la cuarta PreCure, se convierte en Cure Mint. Su color de tema es el verde.
Karen Minazuki (水無月 かれん Minazuki Karen?) / Cure Aqua (キュアアクア Kyua Akua?)
Seiyū: Ai Maeda
Ella tiene 15 años y asiste a tercero de secundaria en L'École des Cinq Lumière. Sus padres son músicos en la carretera y desaparecidos. Ella ama las flores y las uvas negras, toca el violín y el piano. Es la presidenta del consejo estudiantil y es la primera en la clase que quiere ser médico, porque le gusta cuidar de los demás. Su familia, además de tener una isla, también tiene una casa de campo en Escocia. Casi nunca muestra sus debilidades o sus sentimientos. Komachi es su mejor amiga y le gusta la leche. Al principio ella y Rin no tiene una buena relación, pero con el tiempo descubren que tienen mucho en común. Es la quinta PreCure, se convierte en Cure Aqua. Su color de tema es el azul.
Coco (ココ Koko?) / Kouji Kokoda (小々田コージ Kokoda Kōji?)
Seiyū: Takeshi Kusao
Él es un príncipe del Reino de Palmier y va en busca del Dream Collect. Cuando se transforma en humano se llama Kokoda y trabaja en la escuela como profesor. Se enamora de Nozomi, en GoGo se convierte en rey. Le encanta los bollos de crema y siempre termina sus frases con "coco" cuando habla en forma de mascota.
Nuts (ナッツ Nattsu?) / Mr. Natsu (夏さん Nattsu-san?)
Seiyū: Miyu Irino
Es una ardilla que ha abierto la joyería Nuts House. Está atrapado en el Dream Collect,y se libera cuando todas las PreCure se reúnen. Se ha apartado y en un principio tiene dificultades para confiar en la gente, pero en realidad es muy generoso y se preocupa por su pueblo. Desarrolla un vínculo especial con Komachi. En GoGo comienza a estudiar la historia de los antiguos pueblos de la Tierra para entender la manera de mejorar el Reino de Palmier. Él ama las galletas de arroz y sus frases terminan con "nuts" cuando habla en forma de mascota.
Milk (ミルク Miruku?)
Seiyū: Eri Sendai
Es una coneja y no puede convertirse en humana. Como ella misma dijo, se desempeña como "guardiana y aprendiz de príncipes" (en el nivel de GoGo hacia arriba, llegando a desempeñar el papel de "guardián asistente"). Nozomi siempre está peleando con la comida, y es arrogante e inteligente. Ella está enamorada de Coco y tiene celos de Nozomi. Es buena amiga de Karen.Le gusta el chocolate y termina sus frases con "miru".

### Pesadilla
Pesadilla (ナイトメア Naitomea?) es una organización malvada y los principales villanos de la primera serie. Buscan el Dream Collet para pedir un deseo con el que traer desesperación al mundo.
Desparaia (デスパライア Desuparaia?)
Seiyū: Kazuko Sugiyama
Es la presidenta y quiere que el Dream Collet le entegre la eterna juventud y llevar la desesperación. Usa una máscara, después de obtener el Dream Collect, se rompe, mostrando su verdadera forma, es decir, el de una mujer con la piel pálida y el cabello largo y castaño. Al final de la serie, influenciada por Nozomi, abandona su plan. En la batalla, utiliza guerreros de las sombras.
Kawarino (カワリーノ Kawarīno?)
Seiyū: Hiro Yūki
Trabaja para Desparaia como secretario y Bunbee es su superior. Obedece las órdenes de Desparaia, que ama, y para traer el resultado de las misiones, siendo apreciado por su lealtad. Muchos le temen. Su verdadera forma es la de un humanoide de gran blindado con dos cuernos como de carnero. También tiene dos colas que se utilizan para enviar ataques al remitente. Su nombre es un juego de palabras con los japoneses "Kawari", que significa "cambio". Es finalmente derrotado en el episodio 48.
Bunbee (ブンビー Bunbī?)
Seiyū: Wataru Takagi
Jefe de Girinma, Aracnea y Gamao, es un abejorro. Vuelve a aparecer en la siguiente serie como miembro de los Eternal, sino que abarca las tareas de poca importancia, incluido el de servir el té. Aproximadamente, la mitad de la serie. En todas las dos organizaciones, constantemente ignorado por sus superiores. En el último episodio de GoGo una agencia abre un manitas en la azotea de un rascacielos.
Girinma (ギリンマ Girinma?)
Seiyū: Nobuyuki Hiyama
Es el primer Nightmare en aparecer, en su forma humana, lleva grandes gafas redondas, un sombrero de hongo y lleva un palo, por lo que es como un péndulo de inglés. Él no cree en la amistad y cree que todo el que es un peso debe ser abandonado. Teme a sus superiores y con frecuencia le explota Bunbee. De hecho, es una mantis de garras afiladas. Es derrotado en el episodio 24.
Gamao (ガマオ Gamao?)
Seiyū: Akio Suyama
Es el segundo Nightmare en aparecer, es similar en forma de humano es gordo y parece un vagabundo. Le dicen tu mendigo, y se niega a cualquier tipo de trabajo. Se convierte en una rana con una larga lengua. Es derrotado en el episodio 35.
Aracnea (アラクネア Arakunea?)
Seiyū: Yōko Sōmi
Fría y calculadora, es la tercera Nightmare en aparecer. En su forma humana es similar a una secretaria de cabello púrpura, vestido con un traje de color rojo oscuro, mientras que su verdadera forma es la de una araña. Prefiere lugares húmedos y sucios, como cloacas, selvas y pantanos. Es derrotada en el episodio 29.
Hadenya (ハデーニャ Hadēnya?)
Seiyū: Kazue Komiya
Nueva jefe de Bunbee, aparece en la segunda parte de la serie después de la muerte de Aracnea. En su forma humana, es una mujer gorda con el pelo morado corto que lleva un montón de joyas. Se puede convertir en una criatura que se asemeja a un pájaro colorido del carnaval brasileño. Le gusta hacer lo que quiere, a menudo le manda cosas a Bunbee, joyería y dulces. Odia la arrogancia y parece enamorado de Kawarino. Es derrotada en el episodio 43.
Bloody (ブラッディ Buraddi?)
Seiyū: Eiji Maruyama
Nuevo jefe de Bunbee, es un murciélago que dispara ondas de sonido. Al principio, tratar de ganar tratando de engañar a las PreCure con las palabras, utilizando Kowaina poco. Es derrotado en el episodio 45.
Kowaina (コワイナー Kowainaa?)
Seiyū: Chihiro Sakurai
Una forma que puede animar objetos, con lo que causa destrucción. Se utiliza como una ayuda para distraer y avergonzar a las PreCure. Su nombre deriva de "Kowai", que significa "miedo".

### Otros personajes
Megumi Yumehara (夢原恵美 Yumehara Megumi?)
Seiyū: Yurika Hino
Es la madre de Nozomi, trabaja en un salón de belleza. Megumi es amiga de la madre de la mejor amiga de Nozomi, la madre de Rin.
Tsutomu Yumehara (梦 原 勉 Yumehara Tsutomu?)
Seiyū: Satoshi Taki
El padre de Nozomi, escribe cuentos infantiles, y sólo aparece en el episodio 3.
Kazuyo Natsuki (夏木和代 Natsuki Kazuyo?)
Seiyū: Mayumi Asano
La madre de Rin, trabaja en una tienda de flores y amiga de Megumi desde la infancia.
Yu Natsuki (夏木ゆう Natsuki Yū?) y Ai Natsuki (夏木あい Natsuki Ai?)
Seiyū: Kumiko Watanabe y Satsuki Yukino
Son los hermanos de Rin, son gemelos.
Maria Kasugano (春日野まりあ Kasugano Maria?)
Era la madre de Urara, era una actriz de teatro y murió cuando Urara era muy pequeña.
Michel Kasugano (春日野ミッシェル Kasugano Misheru?)
Seiyū: Junichi Kanemaru
Es el padre de Urara, es francés pero vive durante 20 años en Japón.
Heizo Kasugano (春日野平蔵 Kasugano Heizo?)
Seiyū: Hiroshi Naka
Es la abuelo de Urara. Es bastante mayor pero es muy activo.
Madoka Akimoto (秋元 まどか Akimoto Madoka?)
Seiyū: Ai Nagano
Es la hermana mayor de Komachi, va a la universidad, le gusta viajar y casi nunca está en casa.
Mika Masuko (増子美香 Masuko Mika?)
Seiyū: Mari Yamada
Es la periodista del colegio, siempre lleva un lápiz y una cámara. En una ocasión estuvo en peligro pero las PreCure la salvaron.
Kaori Konno (今野香織 Konno Kaori?), Miho Saitou (斉藤美穂 Saitō Miho?), Eri Nakasawa (中沢 絵理 Nakasawa Eri?) y Aki Yamamoto (山本亜紀 Yamamoto Aki?)
Seiyū: Kumiko Itō, Yukiko Hanioka, Ami Michizoe y Kanae Oki
Los miembros del equipo del fútbol. La capitana es Kaori.
Otaka (おタカさん Otaka-san?)
Seiyū: Chie Koujiro
Es la cocinera de la escuela de Cinq Lumière.
Jii-ya (じいや Jiiya?) / Sakamoto (坂本 Sakamoto?)
Seiyū: Tomoaki Ikees
Es el mayordomo de Karen.
Kouta Washio (鷲雄浩太 Washio Kouta?)
Seiyū: Norihisa Mori
Es el mánager de Urara.

### Personajes Exclusivos de la Película
Shadow (シャドウ Shadō?)
Seiyū: Romi Park
Es el villano de la película, quien busca apoderarse los cristales mágicos del Reino Espejo. Al final de la película es destruido por las Pretty Cure.
Migirin (鷲雄浩太 Migirin?) y Higarin (鷲雄浩太 Higarin?)
Seiyūs: Takuya Kakuta (Migirin) y Kazuya Kakuta (Higarin)
Dos hermanos gemelos hadas en forma de osos amarillos, Migirin tiene un mechón azul y Higarin un mechón verde. Trabajan para Shadow y secuestran a Coco y Nuts, haciéndose pasar por ellos. Tras su derrota son purificados y se vuelven amigos de las Pretty Cure.
Dark Pretty Cure 5 (ダークプリキュア5 Dāku Purikyua Faibu?)
Son las contrapartes oscuras de las Pretty Cure creadas por Shadow a partir de los cristales mágicos y los sentimientos negativos del pasado de las Cure para destruirlas, pero al final son destruidas por el mismo Shadow cuando estas prueban no ser efectivas en su trabajo, regresando a sus formas de cristales mágicos.
Dark Dream (ダークドリーム Dāku Dorīmu?)
Seiyū: Chiami Nishimura
La contraparte oscura de Nozomi, quien es infeliz, agresiva y cruel. Es la única contraparte oscura en entender que su yo original a cambiado y al final muere sacrificandose para proteger a Nozomi de Shadow.
Dark Rouge (ダークルージュ Dāku Rūju?)
Seiyū: Miki Nagasawa
La contraparte oscura de Cure Rouge, quien es arrogante e iracunda.
Dark Lemonade (ダークレモネード Dāku Remonēdo?)
Seiyū: Rie Kugimiya
La contraparte oscura de Cure Lemonade, quien es brutal y sanguinaria.
Dark Mint (ダークミント Dāku Minto?)
Seiyū: Yuko Minaguchi
La contraparte oscura de Cure Mint, quien es violenta y egoísta.
Dark Aqua (ダークアクア Dāku Akua?)
Seiyū: Reiko Kiuchi
La contraparte oscura de Cure Aqua, quien es fría y despreciable.

## Objetos mágicos

### Pinky Catch
ピンキーキャッチュ (Pinkī Kyatchu?)
Se traduce como "Cazador Pinkies". Tiene forma de pulsera reloj y lo usan las PreCure para transformarse, hay cinco para cada una de las guerreras, cada uno con su respectivo color.

### Dream Collect
ドリームコレット (Dorīmu Koretto?)
Se traduce como "Colector de Sueños". Se trata de un dispositivo mágico que una vez recogidos todos los 55 Pinky y los inserten en el interior, se puede conceder cualquier deseo. Una vez Desparaia ha expresado su deseo, el Dream Collect se convierte en una piedra, y por lo tanto no puede ser utilizado para expresar el deseo de reconstruir el Reino de Palmier.

### Symphony Set
プリキュアシンフォニーセット (Purikyua Shinfonī Setto?)
Se trasuce como "Conjunto Sinfónico". El Symphony Set se obtiene mediante el uso de Milk, en el episodio 24 y le permite ejecutar el ataque en conjunto, sino que también ofrece una nueva conexión única a través de las nuevas armas en la que está separada:
- Dream Torch:Se traduce como "Antorcha de Sueños". Cure Dream lo obtiene en el episodio 25.
- Rouge Tact: Se traduce como "Batuta Roja". Cure Rouge lo obtiene en el episodio 27.
- Lemonade Castanet: Se traduce como "Castañuela de Limonada". Cure Lemonade lo obtiene en el episodio 29.
- Mint Leaf: Se traduce como "Hoja de Menta". Cure Mint lo obtiene en el episodio 26.
- Aqua Ribbon: Se traduce como "Cinta de Agua". Cure Aqua lo obtiene en el episodio 28.

## Transformaciones y ataques

### Cure Dream
- PreCure Metamorphose! (¡Metamorfosis de PreCure!): es la transformación de Nozomi, se transforma con el Pinky Catch.

PreCure Metamorphose! ¡El gran poder de la esperanza, Cure Dream!

- PreCure Dream Attack! (¡Ataque de Sueño de PreCure!): crea una mariposa y la lanza contra el enemigo, derrotándolo.

El gran poder del sueño de una adolescente… ¡Toma esto! PreCure Dream Attack!

- PreCure Crystal Shoot! (¡Disparo de Cristal de PreCure!): es el ataque de Cure Dream con el Dream Torch, lo usa en el episodio 25.

El gran poder del sueño de una adolescente… ¡Toma esto! PreCure Crystal Shoot!

### Cure Rouge
- PreCure Metamorphose! (¡Metamorfosis de PreCure!): es la transformación de Rin, se transforma con el Pinky Catch.

¡PreCure Metamorphose! ¡La llama roja de la pasión, Cure Rouge!

- PreCure Rouge Fire! (¡Fuego Rojo de PreCure!):  crea un círculo de fuego, que lanzado contra el enemigo, lo derrota.

La llama ardiente de una adolescente de corazón puro… ¡Toma esto! PreCure Rouge Fire!

- PreCure Rouge Burning! (¡Ardor Rojo de PreCure!): es el ataque de Cure Rouge con el Rouge Tact, lo usa en el episodio 27.

La llama ardiente de una adolescente de corazón puro… ¡Toma esto! PreCure Rouge Burning!

### Cure Lemonade
- PreCure Metamorphose! (¡Metamorfosis de PreCure!): es la transformación de Urara, se transforma con el Pinky Catch.

¡PreCure Metamorphose! ¡El efervecente aroma de un limón, Cure Lemonade!

- PreCure Lemonade Flash! (¡Destello de Limonada de PreCure!): crea una lluvia explosiva de mariposas amarillas y la lanza contra el enemigo, lo derrota.

¡El poder de la efervecencia de una adolescente brillante… ¡Toma esto! PreCure Lemonade Flash!

- PreCure Lemonade Shining! (¡Brillo de Limonada de PreCure!): es el ataque de Cure Lemonade con el Lemonade Castanet, lo usa en el episodio 29.

¡El poder de la efervescensia de una adomescente brillante… ¡Toma esto! PreCure Lemonade Shining!

### Cure Mint
- PreCure Metamorphose! (¡Metamorfosis de PreCure!): es la transformación de Komachi, se transforma con el Pinky Catch.

¡PreCure Metamorphose! ¡La tierra verde de la tranquilidad, Cure Mint!

- PreCure Mint Protection! (Protección de Menta de PreCure!): crea una cúpula verde que protege.

¡La ira que hace temblar la tierra de una adolescente… ¡Toma esto! PreCure Mint Protection!

- PreCure Mint Shield! (¡Escudo de Menta de PreCure!): es el ataque de Cure Mint con el Mint Leaf, lo usa en el episodio 26.

¡La ira que hace temblar la tierra de una adolescente… ¡Toma esto! PreCure Mint Shield!

### Cure Aqua
- PreCure Metamorphose! (Metamorfosis de PreCure!): es la transformación de Karen, se transforma con el Pinky Catch.

¡PreCure Metamorphose! ¡El manantial azul de la inteligencia, Cure Aqua!

- PreCure Aqua Stream! (¡Torrente de Agua de PreCure!): crea un flujo de agua que lanza contra el enemigo, lo derrota.

¡La furia, que destruye las rocas, de una adolescente… ¡Toma esto! PreCure Aqua Stream!

- PreCure Aqua Tornado! (¡Tornado de Agua de PreCure!): es el ataque de Cure Aqua con el Aqua Ribbon, lo usa en el episodio 24.

¡La furia, que destruye las rocas, de una adolescente… ¡Toma esto! PreCure Aqua Tornado!

### En grupo
- Presentación: es la frase de presentación del grupo de las cinco Pretty Cure.

(Dream) El poder de la esperanza

(Rouge, Lemonade, Mint y Aqua) y la luz del futuro

(Juntas) Cinco corazones volando con elegancia… Yes! PreCure 5!

- PreCure Five Explosion! (¡Explosión de Cinco de PreCure!): es el ataque conjunto de PreCure, lo usan en el episodio 24.

(Milk) Milk también luchara con ustedes.

(Dream) Con el poder de los sueños y la esperanza,

(Mint y Aqua) ¡Cinco Luces,
 (Rouge y Lemonade) aquí y ahora!

(Juntas) PreCure Five Explosion!

## Lugares
Reino de Palmier (パルミエ王国 Parumie Ōkoku?)
Es el reino de Coco y Nutts, es un reino ubicado en otro mundo donde provienen las hadas de esta temporada.
Nightmare (ナイトメア Naitomea?)
Es la base de Nightmare, rascacielos enorme, ahí se ocultan los caballeros de Nightmare.
L'Éscole des Cinq Lumière (サンクルミエール学園 Sanku Rumiēru Gakuen?)
Se traduce como "La escuela de las cinco luces". La escuela a donde asisten las PreCure, es un edificio situado en un bosquen. Solo asisten mujeres.
Nutts House (ナッツハウス Nattsu Hausu?)
Es el negocio Nutts, además de la estadía de Coco y Nutts en ese mundo, también es la bade de las PreCure.

## Lista de episodios
| #        | Título | Estreno                   |
| -------- | --- | ------------------------- |
| 1        | «¡El nacimiento de la PreCure de la esperanza!» «Kibou no purikyua tanjou!» (希望のプリキュア誕生！)                                       | 4 de febrero del 2007     |
| 2        | «¡Cure Rouge, absoluta pasión!» «Jounetsu zenkai kyuaruuju» (情熱全開キュアルージュ！)                                                     | 11 de febrero del 2007    |
| 3        | «¿Quién es la PreCure de la efervescencia?» «Hajikeru Purikyua wa dare?» (はじけるプリキュアは誰？)                                        | 18 de febrero del 2007    |
| 4        | «¡La pacífica Cure Mint!» «Yasuragi no kyua minto!» (やすらぎのキュアミント！)                                                             | 25 de febrero del 2007    |
| 5        | «Los requisitos de una PreCure» «Purikyua no shikaku» (プリキュアの資格)                                                                   | 4 de marzo del 2007       |
| 6        | «¡La reunión de las cinco PreCure!» «Purikyua 5 zenin shuugou!» (プリキュア5全員集合！)                                                    | 11 de marzo del 2007      |
| 7        | «¡Nutts, el nuevo compañero!» «Shinyuu nattsu genru!» (親友ナッツ現る！)                                                                   | 18 de marzo del 2007      |
| 8        | «Rin y Karen ¿Son incompatibles?» «Aishou saiaku? Rin to Karen» (相性最悪？りんとかれん)                                                   | 25 de marzo del 2007      |
| 9        | «¿¡Las PreCure, reveladas!?» «Purikyua ga barechatta!?» (プリキュアがばれちゃった!?)                                                       | 1 de abril del 2007       |
| 10       | «¡Salvad al hambriento Nattsu!» «Harapeko Nutts o sukue!» (腹ぺこナッツを救え！)                                                           | 8 de abril del 2007       |
| 11       | «El globo de helio de Nozomi y Coco» «Nozomi to Koko no netsu kikyuu» (のぞみとココの熱気球)                                               | 15 de abril del 2007      |
| 12       | «¡Proteged el escenario de Urara!» «Urara no suteeji o mamore!» (うららのステージを守れ！)                                                 | 22 de abril del 2007      |
| 13       | «¡Las actividades extraescolares de Rin!» «Rin-chan no bukatsu kettei!» (りんちゃんの部活決定ーっ！)                                       | 29 de abril del 2007      |
| 14       | «Karen, la desgraciada delegada de clase» «Nayameru seito kaichou Karen» (悩める生徒会長かれん)                                            | 6 de mayo del 2007        |
| 15       | «¡La ayuda del alborotador Nozomi!» «Hassuru Nozomi no otetsudai!» (ハッスルのぞみのお手伝い！)                                            | 13 de mayo del 2007       |
| 16       | «¿¡Komachi, el novelista que tira la toalla!?» «Komachi shousetsuka dannen!?» (こまち小説家断念!?)                                         | 20 de mayo del 2007       |
| 17       | «¡La historia de amor de una dama de corazón puro!» «Junjou otome no koi monogatari» (純情乙女の恋物語)                                    | 27 de mayo del 2007       |
| 18       | «¡Agresión! La vida privada de Karen» «Totsugeki! Karen no shiseikatsu» (突撃！かれんの私生活)                                             | 3 de junio del 2007       |
| 19       | «¡Investigad el secreto de Urara!» «Urara no himitsu o sagure!» (うららの秘密を探れ！)                                                     | 10 de junio del 2007      |
| 20       | «¿¡El debut como cantantes de las PreCure 5!?» «Purikyua 5 kashu debyuu!?» (プリキュア5歌手デビュー!?)                                     | 24 de junio del 2007      |
| 21       | «¡La llegada de Milk, el aprendiz de mánager!» «Osewayaku minarai Miruku toujou!» (お世話役見習いミルク登場！)                             | 1 de julio del 2007       |
| 22       | «¡Jaleo con la fuga de Milk!» «Miruku no iede de oosawagi!» (ミルクの家出で大騒ぎ！)                                                       | 8 de julio del 2007       |
| 23       | «¡Grandes problemas! La invitación del diablo» «Dai pinchi! Akumu no shoutaijou» (大ピンチ！悪夢の招待状)                                  | 15 de julio del 2007      |
| 24       | «¡El poder de las cinco chicas nuevas!» «Aratanaru 5 nin no chikara!» (新たなる5人の力！)                                                  | 22 de julio del 2007      |
| 25       | «¡La gran operación de acampada de PreCure!» «Purikyua gasshuku dai sakusen!» (プリキュア合宿大作戦！)                                     | 29 de julio del 2007      |
| 26       | «¡Vida turística, romance a tope!» «Romansu zenkai rizooto raifu!» (ロマンス全開リゾートライフ！)                                          | 5 de agosto del 2007      |
| 27       | «¿¡Rin, y la cita con un fantasma muy guapo!?» «Rin-chan ikemen yuurei to deeto!?» (りんちゃんイケメン幽霊とデート!?)                      | 12 de agosto del 2007     |
| 28       | «Los recuerdos de Komachi sobre una dura batalla en la feria de verano» «Komachi no natsu matsuri funtouki» (こまちの夏祭り奮闘記)         | 19 de agosto del 2007     |
| 29       | «Nozomi, encargada por un día» «Nozomi no ichi nichi maneejaa» (のぞみの一日マネージャー)                                                  | 26 de agosto del 2007     |
| 30       | «¡La decisión de Milk y el poder de todos!» «Miruku no ketsui to minna no chikara!» (ミルクの決意とみんなの力！)                           | 2 de septiembre del 2007  |
| 31       | «¡El incidente con una carte de amor de Nozomi y Coco!» «Nozomi to koko no raburetaa jiken!» (のぞみとココのラブレター事件！)              | 9 de septiembre del 2007  |
| 32       | «Feliz boda, Rin» «Rin-chan no happii wedingu» (りんちゃんのハッピーウェディング)                                                          | 16 de septiembre del 2007 |
| 33       | «¡Gran exclusiva! ¡Noticia de última hora de las PreCure 5!» «Dai sukuupu! Purikyua 5 dokusen shuzai!» (大スクープ！プリキュア5独占取材！) | 23 de septiembre del 2007 |
| 34       | «¡Proteged a Milk! Karen, el caballero del caballo blanco» «Miruku o mamore! Hakuba no kishi karen» (ミルクを守れ！白馬の騎士かれん)       | 30 de septiembre del 2007 |
| 35       | «El corazón de Komachi y la llave de Nutts» «Nattsu no kagi to Komachi no kokoro» (ナッツの鍵とこまちの心)                                 | 7 de octubre del 2007     |
| 36       | «¡Participando en la carrera! El torneo de la maratón» «Mezase kansou! Marason taikai» (目指せ完走！マラソン大会)                          | 14 de octubre del 2007    |
| 37       | «¡La gran operación saludable de Coco!» «Koko no herushii dai sakusen!» (ココのヘルシー大作戦！)                                           | 21 de octubre del 2007    |
| 38       | «El cuento de Cenicienta de las PreCure 5» «Purikyua 5 no Shinderera monogatari» (プリキュア5のシンデレラ物語)                             | 28 de octubre del 2007    |
| Película | «¡La gran milagrosa aventura en el reino del espejo!» «Kagami no Kuni no Miracle Daibōken!» (鏡の国のミラクル大冒険!)                      | 10 de noviembre del 2007  |
| 39       | «¡Terror! Aparece Desparaia» «Kyoufu! Desuparaia genru» (恐怖！デスパライア現る)                                                           | 11 de noviembre del 2007  |
| 40       | «¡Investigad la verdadera identidad del presidente!» «Rijichou no shoutai o sagure!» (理事長の正体を探れ！)                                | 18 de noviembre del 2007  |
| 41       | «Los sentimientos de empatía entre Komachi y Urara» «Tsutawaru kimochi Komachi to Urara» (伝わる気持ち こまちとうらら)                     | 25 de noviembre del 2007  |
| 42       | «La promesa secreta de Rin y Karen» «Rin to Karen no hisokana yakusoku» (りんとかれんのひそかな約束)                                       | 2 de diciembre del 2007   |
| 43       | «La decisión de Komachi y el futuro de Nutts» «Komachi no ketsui to Nattsu no mirai» (こまちの決意とナッツの未来)                          | 9 de diciembre del 2007   |
| 44       | «¿Una persona así es mánager?» «Osewayaku tte donna hito?» (お世話役ってどんな人？)                                                        | 16 de diciembre del 2007  |
| 45       | «El juramento de Navidad de Nozomi y Coco» «Nozomi to Koko no kurisumasu no chikai» (のぞみとココのクリスマスの誓い)                       | 23 de diciembre del 2007  |
| 46       | «¡La estrategia despiadada de Kawarino!» «Kawariino hijou no sakuryaku!» (カワリーノ非情の策略！)                                          | 6 de enero del 2008       |
| 47       | «¡Atrapad al Dream Collet!» «Dorīmu Koretto o Torimodose!» (ドリームコレットを取り戻せ！)                                                  | 13 de enero del 2008      |
| 48       | «¡Esperanza contra desesperanza, La batalla final!» «Kibō Tai Zetsubō Saigo no Taiketsu!» (希望vs絶望 最後の対決！)                        | 20 de enero del 2008      |
| 49       | «¡Las cinco Pretty Cure de los sueños y las esperanzas!» «Yume to Kibō no PuriKyua Faibu!» (夢と希望のプリキュア5!)                        | 27 de enero del 2008      |